# The City of New York vs. Homer Simpson
«The City of New York vs. Homer Simpson» (llamado «La ciudad de Nueva York vs. Homer Simpson» en España y «La ciudad de Nueva York contra Homero» en Hispanoamérica) es el primer episodio de la novena temporada de la serie de televisión de dibujos animados Los Simpson y fue estrenado el 21 de septiembre de 1997 por FOX. 
El guionista Ian Maxtone-Graham quería hacer un episodio en el que la familia Simpson viajara a Nueva York para recuperar su coche perdido. La canción «You're Checkin' In» que cantan en la secuencia del musical ganó varios premios en 1998. Debido a la importancia del World Trade Center en el argumento, el episodio fue retirado de las emisoras de Estados Unidos tras los atentados del 11 de septiembre de 2001, aunque en 2016, volvió a la transmisión. Este episodio es el primero que no tiene la frase de la pizarra de Bart. En el episodio, después de que Barney perdiera su coche, Homer y su familia tienen que ir a la ciudad de Nueva York a recuperarlo, para desagrado de este.

## Sinopsis

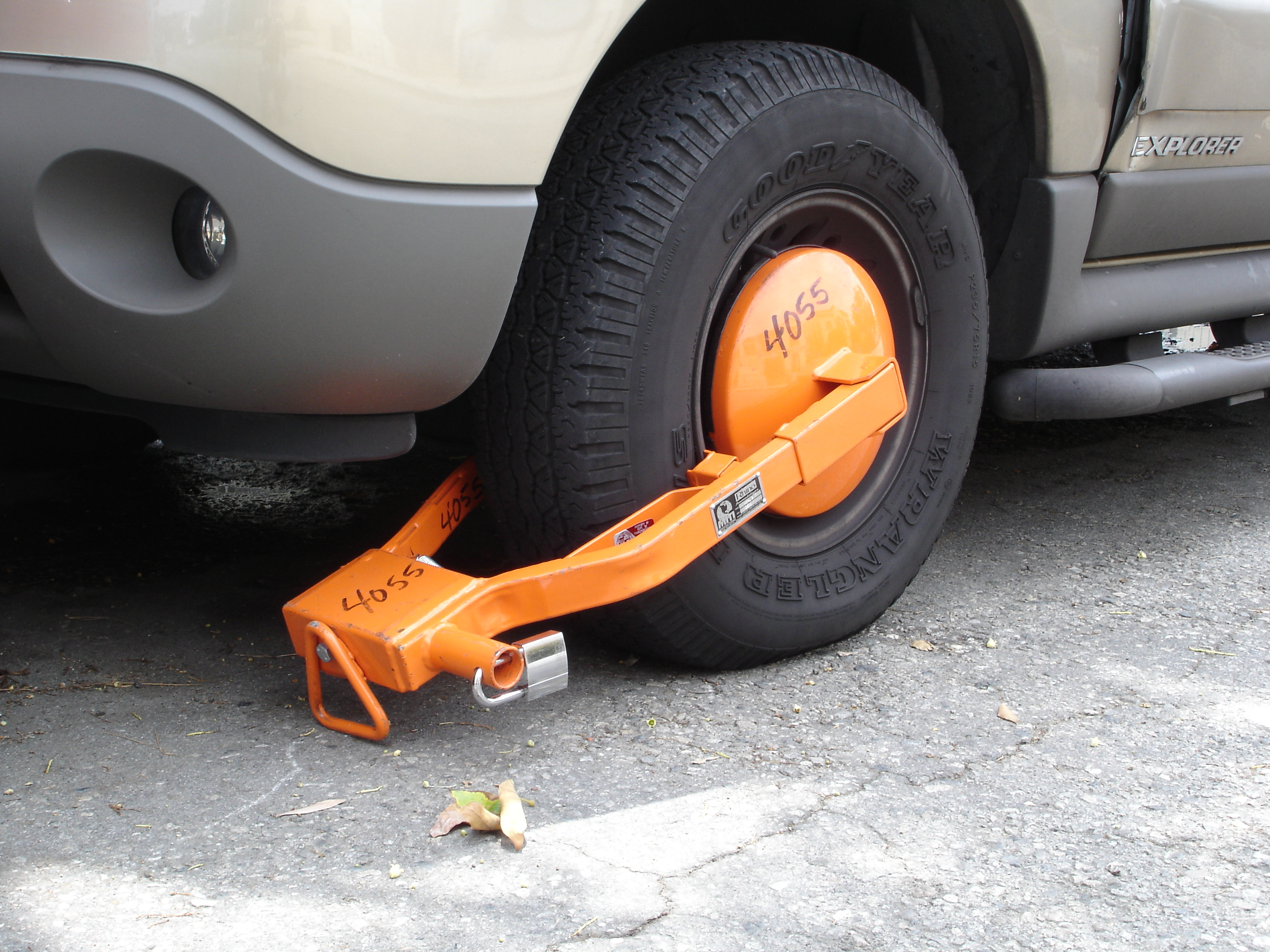
Cepo para rueda como el que ponen al coche de Homer Simpson.

Homer Simpson y sus amigos llegan de la planta nuclear a la taberna de Moe para su rutina diaria. Moe les dice a cada uno que la policía informó que la mayoría de los accidentes de tráfico son causados por borrachos como ellos. Moe hace un sorteo para ver quién no debe beber esa noche para llevar el coche y Barney sale elegido como conductor designado.
Luego, Homer le deja su coche a Barney para que lleve a los borrachos a sus casas. Después de dejar a Lenny, Carl, y Homer en sus casas, Barney desaparece con el coche de Homer durante dos meses. Resulta que el coche de Homer ha terminado de alguna manera en la plaza del World Trade Center (WTC) de la ciudad de Nueva York. Los Simpson se deciden entonces a realizar un viaje a esta ciudad para encontrar su coche, pese a las reticencias de Homer que cuando era joven tuvo una mala experiencia en ella.
Cuando llegan a Manhattan, deciden separarse para permitir a Homer encontrar su coche. En el World Trade Center, Homer encuentra una gran cantidad de multas por mal estacionamiento en el parabrisas de su coche y un cepo unido a la rueda. Lo fuerzan a esperar desde las 9:00 a. m. a las 5:00 p. m. para que se presencie un oficial de policía al que pudiera pagar y este quitarle el cepo. Muchos transeúntes le dan monedas, pensando que es un vagabundo sin hogar. Durante su espera le da hambre por lo que le compra carne a un vendedor en carrito. Después de beber varias latas de jugo de cangrejo le entran ganas de orinar, va hasta el baño de la torre sur del World Trade Center y encuentra un cartel que dice que ese baño está fuera de servicio y que debe utilizar el baño de la torre norte. Vuelve atrás y sube la torre norte, donde finalmente consigue utilizar los servicios. Mirando por la ventana, sin embargo, descubre al oficial de policía al lado de su coche y después de unir otra multa de estacionamiento en el auto grita ¡Ouh! tan ruidosamente que el eco recorre a través de la ciudad entera mientras se ve un coche de policía en dirección contraria al WTC y en el segundo eco aparece el Empire State, donde se puede ver a Marge, Maggie y Bart en la terraza.
Después de bajar corriendo de la torre norte, se encuentra que a su vehículo le han multado con 250 dólares por la espera. Frustrado y enfadado, decide salir de la ciudad para lo que sube en su coche y conduce adelante con enorme fuerza. Forzando de más el coche, el cepo destroza el guardabarros de su coche pero él continúa conduciendo causando un gran embotellamiento, hasta que para en unas obras en la carretera. Homer sale del coche y miente a un trabajador que va a consultar con su jefe. Mientras que el trabajador está ausente, Homer roba su martillo mecánico y lo aplica para quitar el cepo. Aunque daña gravemente el frontal de su coche, rompiendo las ventanas y destruyendo el capó, el cepo sale y Homer conduce lejos de los insultos (y disparos) de las personas presentes.
Mientras tanto, el resto de la familia tiene un día mucho más relajado en Nueva York, visitando varias atracciones que incluyen la Estatua de la Libertad, Little Italy, Chinatown, Broadway (donde ven un musical sobre la clínica Betty Ford) y las oficinas de la Revista MAD (donde ven a su mascota Alfred E. Neuman). Al final del día, Lisa, Marge, Bart y Maggie toman un paseo en un coche de caballos a través de Central Park, donde se encuentran con un Homer violento en coche mientras conduce por Central Park. Él conduce al lado de ellos en su coche y pide que salten a bordo, pero lo rechazan. Así pues, Homer detiene el coche y ellos entran. Ya en el puente George Washington, Lisa pregunta si pueden volver el año próximo, a lo que Homer contesta que lo pensaría con expresión facial iracunda, mientras restos de basura de un camión que circula delante, de residuos biológicos, golpean su cara a través del parabrisas roto de su coche, dejándole el rostro con sangre y agujas desparramadas, mientras, la vista se aleja del coche dejando ver el puente y varios edificios de Manhattan, sonando la canción de New York, New York.

## Producción

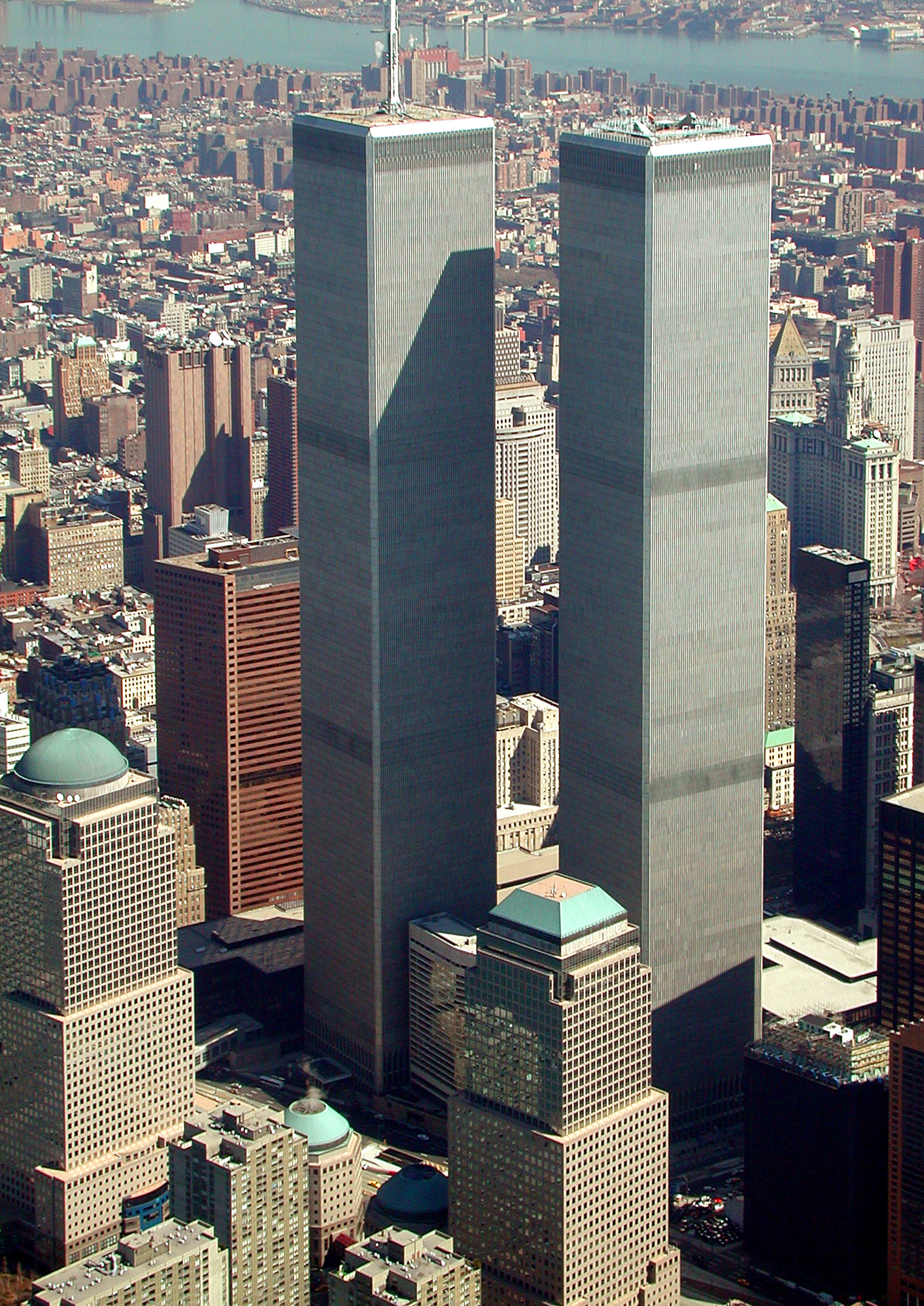
Torres Gemelas del World Trade Center, lugar donde Homer encontró su coche aparcado.

El episodio fue escrito por Ian Maxtone-Graham, un antiguo residente en Nueva York, que había concebido la idea de que la familia hiciera un viaje a la ciudad para localizar a su desaparecido coche y opinó que es «un problema clásico de Manhattan». Bill Oakley, que había visitado el World Trade Center cuando finalizó la construcción de las Torres Gemelas en 1973, sugirió que el coche apareciera aparcado en la plaza entre ambos edificios. Josh Weinstein observó que «cuando nosotros nos dimos cuenta había una plaza entre las dos torres, supimos que era el sitio perfecto para que apareciera el coche de Homer».
Los animadores dijeron que querían hacer una réplica detallada de la ciudad. David Silverman fue enviado a Manhattan a hacer cientos de fotografías de la ciudad y las zonas alrededor del World Trade Center. Cuando regresó, Lance Wilder y su equipo gastaron su tiempo en nuevas escenas y fondos, incorporando pequeños detalles como señales y cientos de extras que ilustran correctamente la ciudad. Oakley y Weinstein estaban contentos con el resultado final y ambos destacaron que los edificios, las calles e incluso los ascensores eran tan detallados como sus homólogos en la vida real.
En la escena final en la que se ve a la familia marchándose de Nueva York por el puente George Washington, los créditos aparecen cuando la vista de la cámara se retira gradualmente del coche, una vista del lateral y una vista panorámica de la ciudad, como si toda la secuencia se hubiera grabado desde un helicóptero. Para lograr este efecto, se elaboró un modelo del puente por ordenador y luego se imprimió. Con los papeles impresos, se hicieron fotocopias en las que trazaron las celdas de animación. Este proceso fue largo y caro, ya que el uso de una animación por computadora no estaba extendido cuando se produjo el episodio. El director Jim Reardon quería reproducir películas que terminan de un modo similar y comentó que «me acordé que cada película ubicada en Nueva York se retira si abandonas la ciudad por el puente». Poco antes de la emisión del episodio, el personal de producción contactó con la FOX para asegurarse de que ellos no emitirían anuncios comerciales durante los créditos finales.
Ken Keller, que escribió la letra de la canción «You're Checkin' In» del número musical, empleó dos horas solo en una habitación para componer la canción. Tras poner en común la canción con el resto del equipo de producción se hicieron algunas revisiones aunque se cambiaron pocas cosas. Bill Oakley no estaba satisfecho con la parte de la canción en la que el protagonista reclama Hey, that's just my Aspirin! («¡Hey, esa es mi aspirina!»), pidiendo que podría escribirse una frase mejor.